# Landecker Berg
Der Landecker Berg (auch nur Landecker genannt) ist ein 510,9 m ü. NN hoher Berg und einer der nördlichsten Berge des in Bayern, Hessen und Thüringen (Deutschland) gelegenen Mittelgebirges Rhön bzw. von deren Teilgebirge Kuppenrhön in den Gemarkungen der Gemeinden Schenklengsfeld, Friedewald und Hohenroda im hessischen Landkreis Hersfeld-Rotenburg. 

## Geographische Lage
Der Landecker Berg befindet sich im Nordteil der Kuppenrhön bzw. des Biosphärenreservats Rhön. Die größte Ortschaft am Berg ist Schenklengsfeld, das an seiner Südwestseite liegt. Im Uhrzeigersinn um den Berg folgt der Schenklengsfelder Ortsteil Hilmes, der Friedewalder Ortsteil Hillartshausen und die Ortsteile Ausbach und Ransbach der Gemeinde Hohenroda. 
Der Landecker Berg bildet mit seinem nördlich gelegenen Nachbarberg Dreienberg ein Teil der Wasserscheide zwischen Fulda und Werra. Die Fließgewässer die am Berg entspringen, fließen von seiner Ostseite in die Werra und von seiner Westseite zur Fulda. 
Zwischen Schenklengsfeld und Ransbach fuhr bis 1989 die Hersfelder Kreisbahn südlich am Landecker Berg vorbei. Über den Berg verläuft der Abschnitt Friedewald–Dreienberg–Landecker Berg–Schenklengsfeld–Soisberg des Europäischen Fernwanderwegs E6. 

## Geologie
Der Tafelberg besteht aus Muschelkalk, der sich während der Trias in einem flachen Meer auf Oberen Buntsandstein bildete. Der Berg besteht zu großen Teilen aus Wellenkalk und ist geologisch genau so aufgebaut wie sein flächenmäßig kleinerer Nachbarberg im Norden, der Dreienberg.
Die obere Schicht auf dem Hochplateau wird durch Oberer Wellenkalk gebildet. Darunter bildet der Untere Wellenkalk die Flanken des Berges aus. Im Miozän wurde der Buntsandstein mit dem aufliegenden Muschelkalk durch vulkanische Aktivität in der Rhön aufgewölbt.

## Bergbeschreibung
Die höchste Stelle auf der Hochfläche des Tafelbergs Landecker Berg befindet sich im nördlichen Teil des Bergmassivs. Zwischen Ausbach und Ransbach erstreckt sich ein langer Geländesporn (435 m ü. NN) nach Osten in das Tal hinein. Auf ihm befindet sich ein Naturschutzgebiet das den Waldbereich und dessen Randgebiete umfasst. Ein weiterer ausgeprägter Geländesporn auf dessen Spitze sich die Burgruine Landeck oberhalb von Oberlengsfeld befindet, erstreckt sich in Richtung Südwesten. Im Süden ist der Kreuzberg (457,2 m) dem Hauptmassiv vorgelagert. Der dazwischen gelegene Sattel erreicht maximal 432 m Höhe. 
In Nord-Süd-Richtung hat der Landecker Berg, der größtenteils von dichtem Buchenwald bewachsen ist, etwa 4,5 Kilometer Ausdehnung, in West-Ost-Richtung sind es rund 2 Kilometer. 

## Schutzgebiete
Der Waldbereich des Landecker Bergs und dessen Randgebiete sind seit 1997 als FFH-Gebiet Landecker Berg bei Ransbach ausgewiesen und gehört damit zum europäischen Natura-2000-Netzwerk. Der Berg befindet sich in einer Kernzone des Biosphärenreservats Rhön, das 1991 von der UNESCO anerkannt wurde. Der Osthang des Bergs ist außerdem seit 1992 als Naturschutzgebiet (1632022) ausgewiesen; die Ausweisung wurde 2013 novelliert.
Das Naturschutzgebiet hat eine Fläche von 104,4 ha und gliedert sich in eine Kernzone, den bewaldeten Bereich (65,5 ha), und eine daran anschließende Pflegezone (38,9 ha) aus offenen Flächen. In der Kernzone sollen die naturnahen Laubwaldgesellschaften und ihre Fauna unbeeinflusst vom Menschen ihre natürliche Dynamik entwickeln, was auch Zusammenbruch und Pionierphasen einschließt; die Sukzession wird wissenschaftlich begleitet. In der Pflegezone werden die Biotope und ihre Arten erhalten und gefördert, insbesondere die Kalkquellsumpfgebiete und der Kalkmagerrasen, daneben auch strukturreiche Wiesen, Gebüsche, Hecken und Säume. Für Besucher ist das Schutzgebiet auch in der Kernzone betretbar, jedoch auf eigene Gefahr.

## Verkehrsanbindung
Der Landecker Berg ist nur mit Forst-, Wald- und Wanderwegen erschlossen. Diese erreicht man auf den Kreisstraßen, die ein paar Kilometer nördlich des Bergs, im Raum Friedewald, von der B 62 nach Süden abzweigen. Weiterhin auf den Landesstraßen (u. a. „L 3341“ und „L 3172“), die von der B 27 im Haunetal nach Osten abzweigen und über Schenklengsfeld südlich am Landecker Berg vorbeiführen, um im Werratal wieder auf der B 62 treffen.